# Banova Jaruga
Banova Jaruga falu Horvátországban, Sziszek-Monoszló megyében. Közigazgatásilag Kutenyához tartozik.

## Fekvése
Sziszek városától légvonalban 41, közúton 53 km-re keletre, községközpontjától 11 km-re délkeletre, a Banovac-, a Dobrovica- és a Pakra-patakok összefolyásánál fekszik. Három főútvonal kereszteződésében található, melyek közül az első Kutenya, majd tovább Zágráb irányában, a második Pakrác és Lipnik, a harmadik pedig Novszka és Bród irányába tart. A közelben halad át az A3-as autópálya is. Itt halad át a Zágrábból Verőce felé menő vasútvonal is, mely a X. számú páneurópai vasútvonal része. A település déli határában található a Banovsko-tó is. 

## Története
Területe már a középkorban lakott volt, határában két fontos középkori régészeti lelőhely is található. A Dijelovi lelőhely a Banovac és Pakra-patakok feletti magaslaton található a vasútvonal által átvágva. E területen nagy mennyiségű középkori kerámiatöredék került elő, melyek egykori településre utalnak. A Konačine lelőhely a település nyugati határában a Banovac-pataktól északra, a Pakra-pataktól néhány száz méterre északra található, ugyancsak a vasútvonal két oldalán. Az itteni kerámiatöredékek szintén középkori eredetűek. 
A mai falu 1773-ban az első katonai felmérés térképén „Dorf Banova Jaruga” néven szerepel. Az iskola régi épülete 1894-ben épült. A településnek 1857-ben 294, 1910-ben 666 lakosa volt. Pozsega vármegye Novszkai járásához tartozott. 1918-ban az új szerb-horvát-szlovén állam, majd később Jugoszlávia része lett. A II. világháború idején a Független Horvát Állam része volt. A háború után a béke időszaka köszöntött a településre, enyhült a szegénység és sok ember talált munkát a közeli városokban. 1991. június 25-én a független Horvátország része lett. A településnek 2011-ben 665 lakosa volt.

## Népesség
| Lakosság változása | Lakosság változása | Lakosság változása | Lakosság változása | Lakosság változása | Lakosság változása | Lakosság változása | Lakosság változása | Lakosság változása | Lakosság változása | Lakosság változása | Lakosság változása | Lakosság változása | Lakosság változása | Lakosság változása | Lakosság változása |
| ------------------ | ------------------ | ------------------ | ------------------ | ------------------ | ------------------ | ------------------ | ------------------ | ------------------ | ------------------ | ------------------ | ------------------ | ------------------ | ------------------ | ------------------ | ------------------ |
| 1857               | 1869               | 1880               | 1890               | 1900               | 1910               | 1921               | 1931               | 1948               | 1953               | 1961               | 1971               | 1981               | 1991               | 2001               | 2011               |
| 294                | 311                | 315                | 485                | 611                | 666                | 600                | 684                | 639                | 655                | 708                | 720                | 719                | 743                | 748                | 665                |

## Nevezetességei
Szent Péter apostol tiszteletére szentelt kápolnája 2010 és 2016 között épült. Felszentelése 2017. június 29-én történt.

## Kultúra
A település kulturális és művészeti egyesülete a KUD Banova Jaruga a helyi népdalok, néptáncok népszokások és népviselet ápolója és őrzője. 

## Oktatás
A településen alapiskola működik, melynek kihelyezett alsó tagozatai működnek Jamarice, Janja Lipa, Međurić és Zgjegovača településeken.

## Sport
Az NK Strijelac Banova Jaruga labdarúgóklub a megyei másodosztályban szerepel.